# 顯如
顯如（1543年2月20日 - 1592年12月27日），或稱本願寺顯如，諱光佐，是淨土真宗本願寺第11代門主。本願寺第10代門主証如之子。妻子為三條公賴的女兒、細川晴元的養女如春尼。兒子有教如、顯尊、准如。
顯如為剃髮修行的檀講師、是戰國時代之中實力最雄厚的宗教人士，開創了本願寺最輝煌的時期，領導為數眾多的「一向一揆」；雖是宗教人士，但在歷史上因其政治、軍事、經濟實力，也被定位為戰國大名之一。

## 生涯

### 反信長同盟
顯如以經濟、交通要衝——大阪石山本願寺——作為大本營，並用政治聯姻手段加深跟朝廷權臣、各地大名之間的關係，例如：顯如與甲斐武田信玄、越前朝倉義景三人便是連襟關係。1570年顯如受征夷大將軍足利義昭手諭加入了「信長包圍網」，與武田家、毛利家、淺井家、朝倉家同一陣線，向織田信長展開長達11年且戰且和的一向一揆爭鬥，信長軍在難纏的一向宗門徒的手下吃了不少苦頭，折損數名大將。

### 本願寺被圍
隨著幾個同盟的滅亡，加上本願寺長期被包圍消耗了不少戰力，局勢逐漸有利於織田軍。
首先是長島、越前各地的一向一揆遭到織田軍擊潰並殲滅，1576年，顯如的大本營──石山本願寺被三面包圍，1580年，由於和毛利家連接的海上糧道被織田水軍所斷，失去了最後的外力支持，顯如只好透過朝廷調停，接受信長提出的「撤離石山本願寺」和談條件，遷往紀伊國鷺森居住傳教，但主戰的長子教如卻不遵父命留下來抵抗了一段時間。在教如也彈盡援絕撤退之後，石山本願寺最後因持續三天的大火而燒盡。

### 本願寺分裂
之後本願寺顯如和信長勢力繼承人──豐臣秀吉和解，秀吉在大阪、京都等地方捐地給本願寺重建，本願寺這才漸漸回復元氣。但顯如死後，教團內部對立，曾經不遵父命的長子教如跟繼承12代法主之位三子准如兩人存有芥蒂，加上後來掌權者德川家康在背後有意操弄，故意協助扶植教如建立新寺院。於是本願寺勢力從此分裂，教如的新流派稱作東本願寺派、准如這邊則稱作西本願寺派。

## 登場作品
由於現代日本社會內，東本願寺派在日本佛教影響力非常大，對顯如出現在藝術作品裡非常在意從而易引起宗教爭端問題，導致很多日本戰國題材藝術作品裡較少出現本願寺顯如，本願寺勢力很多被如雜合眾等其他勢力給替代。

### 遊戲
- 戰國無雙1（光榮，檜山修之配音，僅限1代，從2代起因宗教問題取消該角色，而本願寺勢力被雜賀眾取代。）
- 戰國BASARA系列（CAPCOM，辻親八配音）